# Casa de tolerancia
Casa de tolerancia (en francés: L'Apollonide: Souvenirs de la maison close) es una película dramática de 2011 dirigida por Bertrand Bonello y protagonizada por Céline Sallette, Hafsia Herzi, Jasmine Trinca, Adèle Haenel, Alice Barnole, Iliana Zabeth y Noémie Lvovsky. La película abrió la sección oficial de competición del Festival Internacional de Cine de Cannes de 2011.

## Sinopsis
En noviembre de 1899, en París, L'Apollonide es una casa de prostitución para la burguesía. Madeleine (Alice Barnole), «la Juive», una prostituta, sueña que su cliente más asiduo (Laurent Lacotte) le pide que se case con él. Un día se atreve a contarle su sueño cuando está recostada en la cama, pero él la golpea con fuerza y la hiere en el rostro.
Unos meses más tarde, en marzo de 1900, Madeleine permanece en la casa de tolerancia y nos adentramos en la vida diaria del prostíbulo L'Apollonide, regido por Marie-France (Noémie Lvovsky), a la que sus pupilas llaman «Madame ». Son, entre otras, Léa «la Poupée» (Adèle Haenel), Samira «l'Algérienne» (Hafsia Herzi), Clotilde «Belle cuisse» (Céline Sallette) y Julie «Caca» (Jasmine Trinca). Todas permanecen en la confortable casa porque tienen viejas deudas con la patrona. Madeleine, herida y enferma, no podrá trabajar más y su misión es ahora ocuparse de la intendencia para que cada cliente, que tiene una prostituta de referencia, se sienta como en casa.

## Reparto
- Hafsia Herzi: Samira «l'Algérienne»
- Céline Sallette: Clotilde «Belle cuisse»
- Jasmine Trinca: Julie «Caca»
- Adèle Haenel: Léa «la Poupée»
- Alice Barnole: Madeleine «la Juive», «la Femme qui rit»
- Iliana Zabeth: Pauline «la Petite»
- Noémie Lvovsky: Marie-France «Madame»
- Louis-Do de Lencquesaing: Michaud, un cliente
- Esther Garrel: prostituta
- Joanna Grudzińska: prostituta
- Pauline Jacquard: prostituta
- Judith Lou Lévy: prostituta
- Maïa Sandoz: prostituta
- Anaïs Thomas: prostituta
- Xavier Beauvois: Jacques, un cliente
- Laurent Lacotte: cliente de Madeleine
- Jacques Nolot: Maurice, cliente de Julie